# Krystyna Czubak
Krystyna Anna Czubak (ur. 8 marca 1933 w Krakowie) – polska rzemieślnik i działaczka polityczna, posłanka na Sejm PRL IX kadencji.

## Życiorys
Z zawodu była rzemieślnikiem, prowadziła własny zakład krawiecki w Legnicy. Zasiadała w Prezydium Rady Izby Rzemieślniczej we Wrocławiu. Od 1976 działała w Stronnictwie Demokratycznym. Z jego ramienia pełniła mandat radnej Wojewódzkiej Rady Narodowej w Legnicy. W latach 1985–1989 sprawowała mandat posłanki na Sejm PRL IX kadencji w okręgu Legnica. Zasiadała w Komisji Przemysłu oraz w Komisji Rynku Wewnętrznego, Drobnej Wytwórczości i Usług.